# كاترين ووكر
كاترين ووكر (بالإنجليزية: Catherine Walker)‏ هي ممثلة أيرلندية، ولدت في 1972 في دبلن في جمهورية أيرلندا.

## أعمال

### أفلام
- (2010) سنة كبيسة[5][6]

## وصلات خارجية
- كاترين ووكر على موقع IMDb (الإنجليزية)
- كاترين ووكر على موقع ميتاكريتيك (الإنجليزية)
- كاترين ووكر على موقع روتن توميتوز (الإنجليزية)
- كاترين ووكر على موقع ألو سيني (الفرنسية)
- كاترين ووكر على موقع أول موفي (الإنجليزية)
- كاترين ووكر على موقع قاعدة بيانات الفيلم (الإنجليزية)
- كاترين ووكر على موقع ليتربوكسد (الإنجليزية)
- كاترين ووكر على موقع كينوبويسك (الروسية)